# Études littéraires (revue)
Études littéraires est une revue scientifique périodique trimestrielle publiée par le Département de littérature, de théâtre et de cinéma de l'Université Laval (Québec, Canada) fondée en 1968. La revue a pour objet la littérature d'expression française.

## Histoire
Fondée en 1968 par plusieurs professeurs dont Réal Ouellet, le but de la revue est de diffuser la recherche au sein du Département de littérature de l'Université Laval. Plaçant l'interdisciplinarité au centre de ses préoccupations, la revue propose des numéros centrés autour d'une problématique, d'un auteur, ou d'un thème, dans lesquels sont invités à participer des chercheurs établis, de jeunes professeurs et des étudiants du département, mais aussi des chercheurs étrangers et de départements autres que de littérature,.
Lors de sa direction de la revue de 1983 à 1987, Louise Millot développe la spécificité de la revue à  fin de la démarquer des revues scientifiques québécoises Voix et Images et Études françaises. À partir de cette période, la revue publie annuellement des travaux sur des thèmes et des auteurs, en fonction du contexte dans lequel ils s'inscrivent (nouvelles approches, tendances, etc.) et dans lesquels peut exister un dialogue avec le théâtre, le cinéma et les littératures autres que de langue française.
Dès 1990, la revue commence à publier la liste des numéros à venir afin de recueillir les propositions de chercheurs provenant de l'international. Puis, en 1992, un comité consultatif est formé de chercheurs reconnus provenant du Québec, d'Europe et d'Amérique du Nord afin de contribuer à l'élaboration des thèmes et dossiers à venir.
La même année, la revue adopte une formule composée de trois sections afin de proposer des formats d'articles plus variés. Depuis, on retrouve les sections « Études », qui comporte les articles traitant de la thématique principale du numéro, « Analyses », qui présente des articles libres traitant d'une variété de domaines au sein de la discipline, et « Débats », qui propose des discussions entre l'auteur d'un ouvrage et un spécialiste du sujet traité,.
La revue est financée par le Conseil de recherches en sciences humaines du Canada et par le Fonds de recherche du Québec - Société et culture. Elle est membre de la Société de développement des périodiques culturels québécois (SODEP) depuis 1984. 

### Ligne éditoriale
Son contenu savant se déploie en trois sections : « Études », « Analyses », et « Débats ». Les articles proposés à la revue font l'objet d'une révision par les pairs avant publication.

## Comité de rédaction et contributeurs
La direction de la revue est assurée par Anne-Marie Fortier. Elle est appuyée par l'adjointe à l'édition Isabelle Perreault. 
Le comité de rédaction regroupe les chercheurs Anne-Marie Fortier, Hélène Cazes, Nelson Charest, Nicholas Dion, Guillaume Pinson, Yen-Mai Tran-Gervat et Éric Van der Schueren. 
On compte, parmi les contributeurs passés, Julia Kristeva, Jean-François Lyotard, Paul Zumthor, Jacques Dubois et Henri Mitterand,. 

### Liste des directeurs et directrices
- 1968-1970 : Réal Ouellet
- 1970-1971 : Roland Bourneuf
- 1971-1974 : André Berthiaume
- 1974-1977 : Joseph Melançon
- 1977-1980 : Gilles Girard
- 1980-1982 : Jacques Blais
- 1983-1987 : Louise Milot[4]
- 1987-1988 : Réal Ouellet
- 1988-1990 : Louis Francoeur
- 1990-1994 : Monique Moser
- 1994-1999 : Roger Chamberland
- 1999-2002 : Éric Van Der Schueren
- 2002-2004 : Isabelle Daunais
- 2004-2007 : Anne-Marie Fortier
- 2007-2008 : Éric Van Der Schueren
- 2008-aujourd'hui : Anne-Marie Fortier